# Přehrada Box Canyon (Washington)
Box Canyon Dam je gravitační přehrada s vodní elektrárnou na řece Pend Oreille v americkém státě Washington.
Nachází se v Selkirkově pohoří a produkuje levnou elektřinu. Vodu využívá podle dostupnosti. Jejím vlastníkem je okres Pend Oreille, který ji nechal postavit mezi lety 1952 a 1956. Při stavbě nebyly použity žádné peníze získané z výběru daní.